# Diphyus charlottae
Diphyus charlottae är en stekelart som först beskrevs av Heinrich 1965.  Diphyus charlottae ingår i släktet Diphyus och familjen brokparasitsteklar. Inga underarter finns listade i Catalogue of Life.